# Offshore-Windpark Arcadis Ost 1
Arcadis Ost 1 ist ein Ende 2023 in Betrieb genommener Offshore-Windpark im Gebiet des deutschen Küstenmeeres der südlichen Ostsee, nordnordöstlich der Insel Rügen.

## Lage
Das Gebiet von Arcadis Ost 1 befindet sich in der Ostsee innerhalb der Grenzen des Landes Mecklenburg-Vorpommern und liegt etwa 19 Kilometer entfernt von Kap Arkona auf Rügen, wobei die nahezu dreieckige Planungsfläche des Windparks etwa 30 km² beträgt. In Nord-Süd-Richtung erstreckt sich die Fläche über etwa 3½ Kilometer, während die Ausdehnung von Nord-West zu Süd-Ost ca. 15 Kilometer beträgt.

## Planung
Ursprünglich wurde die Planung für Arcadis Ost 1 von dem Projektentwickler Arcadis erarbeitet. Im Herbst 2008 erwarb die WV Energie, ein Gemeinschaftsunternehmen von etwa 150 vorwiegend kommunalen Unternehmen, das vorentwickelte Projekt und übertrug es in die Projektgesellschaft KNK Wind GmbH mit Sitz in Bad Vilbel.
An der KNK Wind GmbH waren zunächst beteiligt: WV Energie AG, Nordex SE, Innsbrucker Kommunalbetriebe (IKB) und Stadtwerke Bad Vilbel.
Am 1. April 2011 wurde das Raumordnungsverfahren für Arcadis Ost 1 eröffnet. Am 4. Februar 2013 wurde die landesplanerische Beurteilung durch das Ministerium für Energie, Infrastruktur und Landesentwicklung des Landes Mecklenburg-Vorpommern als Oberster Landesplanungsbehörde abgeschlossen.
Am 20. Dezember 2012 beantragte die KNK Wind GmbH:
- die Errichtung und den Betrieb von 58 Windenergieanlagen mit einer Leistung von insgesamt 348 Megawatt
- den Bau einer Umspannplattform
- die parkinterne Verkabelung auf Mittelspannungsebene

Mit Bescheid vom 29. September 2014 genehmigte das Staatliche Amt für Landwirtschaft und Umwelt Vorpommern das Vorhaben nach Bundes-Immissionsschutzgesetz.
Nach einem ursprünglichen Zeitplan sollte mit dem Bau des Windparks 2016 begonnen werden, damit die 58 Windkraftanlagen bis Ende 2018 in Betrieb genommen werden sollten.
Für Arcadis Ost 1 erhielt KNK Wind im April 2018 einen Zuschlag nach dem Windenergie-auf-See-Gesetz für 247,25 MW. Damit war nur ein Teil der Netzanschlusskapazität gesichert.
Im Mai 2018 kaufte der belgische Offshore-Windpark-Entwickler Parkwind die Rechte am Windpark. Die Betreibergesellschaft KNK Wind firmiert seit Juli 2019 als Parkwind Ost GmbH. An der Parkwind Ost GmbH ist die OstseeWindEnergie GmbH mit 10 % beteiligt. An dieser halten die Stadtwerke Bad Vilbel und die Oberhessische Versorgungsbetriebe jeweils 49,5 %, die WV Energie 1 %.
Am 31. März 2021 wurde der Parkwind Ost GmbH die immissionsschutzrechtliche Genehmigung zum Bau und Betrieb von 28 Windenergieanlagen vom Typ Vestas V174-9,5 MW mit einer Nabenhöhe von 107 m und einer Gesamthöhe von 194 m Höhe über dem Meeresspiegel erteilt.
Die 27 Windturbinen sind Ende 2023 in Betrieb gegangen. Sie sollen erneuerbaren Strom für bis zu 290.000 Haushalte produzieren. Das Investitionsvolumen für den Windpark beträgt rund 570 Millionen Euro.

## Bau

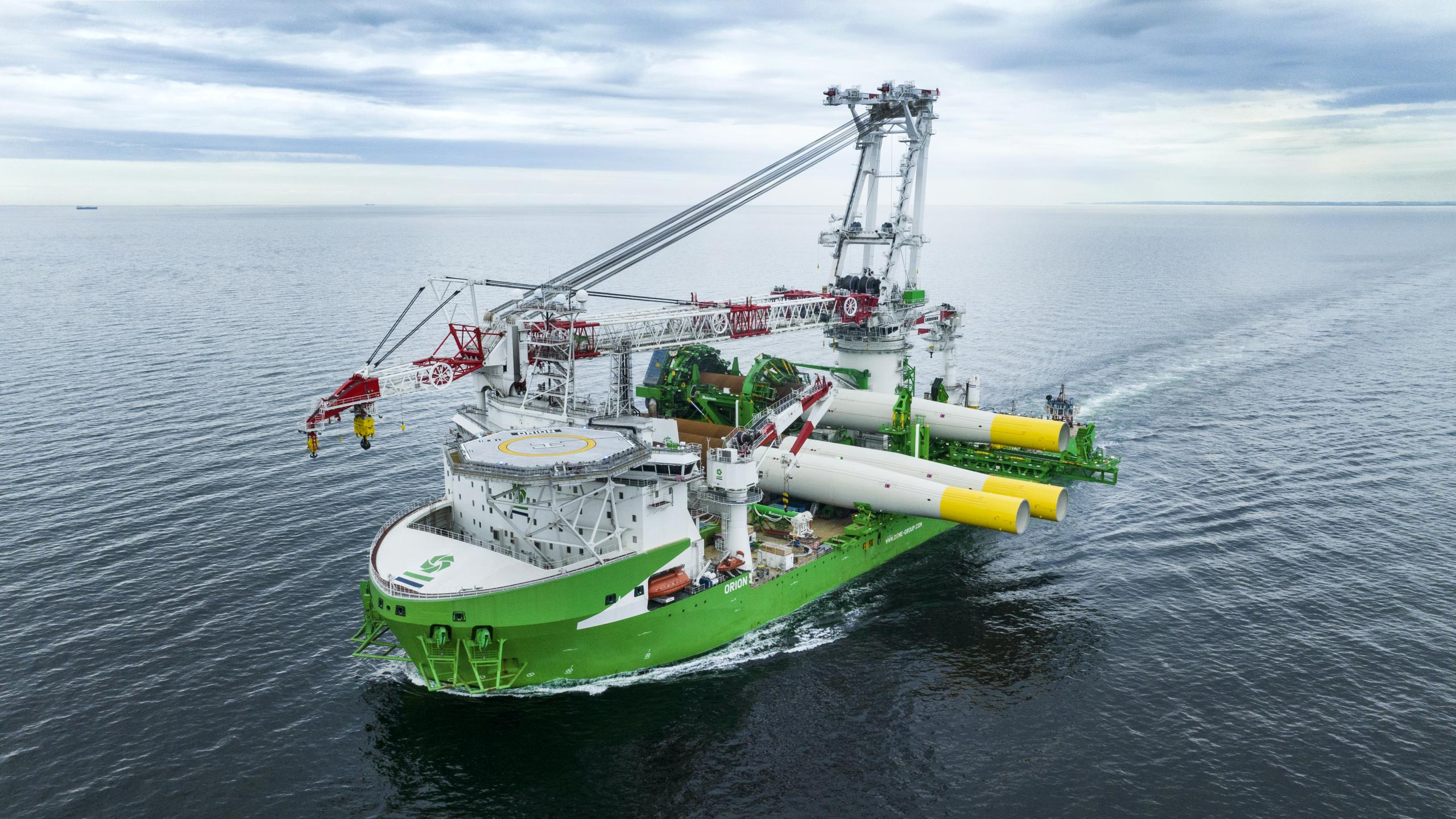
Monopiles auf der Orion

Am 9. März 2022 wurde eine Sicherheitszone um das Baugebiet mit einem Abstand von 500 Metern um die Verbindungslinie der vorgesehenen Standorte der äußeren Windenergieanlagen eingerichtet. Diese Sicherheitszone durfte von der allgemeinen Schifffahrt nicht befahren werden, damit die Bauarbeiten dort durchgeführt werden können.
Die Umspannplattform wurde von der dänischen Bladt Industries hergestellt, von der indischen Semco Group mit den elektrotechnischen Komponenten ausgestattet und im Juni 2022 installiert.
Im Februar wurden die ersten Monopiles für die Windkraftanlagen (bis zu 110 m lang und über 2.100 Tonnen schwer) auf ein Transportschiff verladen.
Ende Juli 2022 installierte DEME Offshore mit dem Errichterschiff Orion den letzten Monopile.
Als Besonderheit kam eine rein schwimmenden Installation der Windenergieanlagen zum Einsatz, weil an einigen Stellen eine nicht tragfähige bis zu 30 Meter mächtige Schicht aus Schlamm und Schlick den Meeresboden bedeckte. Der Schwimmkran Thialf von Heerema Marine Contractors benötigt dabei keinen Kontakt zum Meeresboden. Klassische Errichterschiffe senken hingegen ihre Beine auf den Meeresboden ab.
Weil der Hafen in Mukran auf Rügen nicht genügend Platz bot, wurde für die Errichtung auf Bornholm ausgewichen.
Im Mai 2023 waren 24 von 27 Maschinen installiert. Aufgrund einiger Lieferverzögerungen bei den Vestas-Rotorblättern wurden die letzten drei Turbinen erst im Herbst 2023 installiert.
Am 12. Januar 2023 hat der Windpark den ersten Strom geliefert. Seit Anfang Dezember 2023 liefern alle Windkraftanlagen Strom.

## Windenergieanlagen
Zunächst war geplant, 58 Windenergieanlagen des Typs GE Wind Haliade 150-6MW mit einer Nennleistung von je 6 MW, 150 m, Rotordurchmesser auf Jackets zu errichten.
Nach Übernahme des Projektes durch Parkwind erfolgte eine Umplanung zugunsten weniger Windenergieanlagen mit jeweils mehr Leistung. So unterzeichneten Parkwind und Vestas Wind Systems Ende 2019 einen Vertrag zur Lieferung von 27 Anlagen des Typs V174-9.5 MW mit 174 m Rotordurchmesser und 9,5 Megawatt Nennleistung. Die Maschinen werden auf Monopile-Fundamenten gegründet, die von Steelwind in Nordenham gefertigt werden. Dillinger liefert dafür die Grobbleche.

## Netzanschluss
Der in den Windenergieanlagen erzeugte Strom wird über die interne Parkverkabelung zur Umspannplattform im Windpark geleitet, wo der Strom auf 220-kV-Höchstspannung transformiert wird. Von dort wird der Strom über See- und Erdkabel Ostwind 2 zum Übertragungsnetz an Land transportiert werden. Dort wird auch der nordöstlich des Windparks in Bau befindliche Offshore-Windpark Baltic Eagle anschließen.
Zur Planung der externen Kabeltrasse wurde ein Raumordnungsverfahren mit landesplanerischer Beurteilung vom 15. Juni 2011 durchgeführt. Zunächst war vorgesehen, die Drehstromverbindung nahe Juliusruh auf Rügen anzulanden und von dort auf Land zum Netzverknüpfungspunkt Umspannwerk Lüdershagen zu führen. Inzwischen wurden diese Planungen geändert, die Kabeltrasse verläuft nun nicht mehr über die Insel Rügen. Das im Jahr 2021 in Bau befindliche Ostwind 2 genannte Kabelsystem verläuft östlich an Rügen vorbei durch das Landtief in den Greifswalder Bodden, weitgehend parallel zur Ostwind-1-Leitung. Ostwind 2 besteht aus einem Drehstrom-Leitungssystem mit drei Kabeln. Bei Lubmin wird das Kabelsystem angelandet und von dort zum Umspannwerk weitergeführt. Verantwortlich für den Netzanschluss ist der Übertragungsnetzbetreiber 50Hertz Transmission.

## Betrieb
Zu feierlichen Inbetriebnahme am 5. Dezember 2023 in Berlin erschienen der belgische Premierminister Alexander De Croo, die belgische Energieministerin Tinne Van der Straeten, der deutsche Parlamentarische Staatssekretär Michael Kellner vom Bundesministerium für Wirtschaft und Klimaschutz sowie der Minister für Inneres, Bau und Digitalisierung des Landes Mecklenburg-Vorpommern, Christian Pegel.
Parkwind nutzt ein Gelände im Fährhafen Sassnitz als Wartungs- und Servicestützpunkt. Hier steht die Betriebsführungszentrale.
Die Direktvermarktung erneuerbarer Energien zwischen Parkwind Wind Ost und Abnehmern übernimmt Vattenfall.